# Nyctotherus
Genre
Nyctotherus est un genre de ciliés de la famille des Nyctotheridae.

## Étymologie
Le nom Nyctotherus, est dérivé du grec ancien νυξ / nyx, nuit, et ther, « chasser », littéralement « chasseur nocturne », sans doute en référence à sa présence en parasite dans les intestins animaux.

## Description
Le genre type Nyctotherus est un organisme nageant librement, ovale ou en forme de haricot, plus ou moins comprimé, le bord étant dorsal convexe, et le ventral généralement courbé vers l'intérieur. L'excavation du champ de péristome, commençant un peu en arrière de l'extrémité apicale, se poursuit en forme de fente sur la face ventrale jusqu'au centre du corps, et s'y développe en arrière et en dedans pour rencontrer le pharynx cilié bien développé. Le bord gauche du péristome ne porte que les cils adoraux (c'est-à-dire situés près de l'appareil buccal). L’ouverture anale est visible en permanence sous la forme d'une fissure en forme de fente, et continue avec un court passage rectal tubulaire. La vésicule contractile est généralement unique et en position subterminale. L’endoplaste plus ou moins ovale, est situé mésialement (sur la partie médiane) en avant de la fente pharyngée.

## Distribution
Les espèces du genre Nyctotherus sont des parasites des cavités intestinales des amphibiens et des invertébrés.

## Liste d'espèces
Selon Catalogue of Life (19 juin 2017) :
- Nyctotherus actiniarum
- Nyctotherus acuminatus
- Nyctotherus africanus Castellani, 1905
- Nyctotherus alpha Earl, 1972
- Nyctotherus basidentitermes Gisler, 1967
- Nyctotherus baueri
- Nyctotherus befaysi Tuzet & Manier, 1958
- Nyctotherus beltrami Hegner, 1940
- Nyctotherus beta Earl, 1972
- Nyctotherus boipevae Carini, 1933
- Nyctotherus buissoni Pinto, 1926
- Nyctotherus delta Earl, 1972
- Nyctotherus dilleri Earl & Jiménez, 1969
- Nyctotherus diplopodae Karandikar & Rodgi, 1956
- Nyctotherus duboisii Künstler, 1884
- Nyctotherus ebriensis Gistler, 1967
- Nyctotherus faba Schaudinn, 1899
- Nyctotherus gamma Earl, 1972
- Nyctotherus gisleri Earl, 1972
- Nyctotherus gongylorrhus Karandikar & Rodgi, 1956
- Nyctotherus grassei Earl, 1972
- Nyctotherus gyoeranus Claparède & Lachmann, 1858
- Nyctotherus gyoeryanus Claparède & Lachmann, 1858
- Nyctotherus györyanus Claparède & Lachmann, 1858
- Nyctotherus haranti Grasse, 1926
- Nyctotherus hormeticae Carini, 1937
- Nyctotherus hoyai Tuzet & Theorides, 1956
- Nyctotherus indica Baskar Rao, 1969
- Nyctotherus inflatus Tuzet & Manier, 1958
- Nyctotherus kyphodes Geiman & Wichtermann, 1937
- Nyctotherus lumbrici
- Nyctotherus mackinnoni Schouten, 1940
- Nyctotherus macrotermitis Gisler, 1967
- Nyctotherus mandrakae Tuzet & Manier, 1954
- Nyctotherus mardonii Tuzet, Manier & Vogeli-Zuber, 1952
- Nyctotherus mauriesi Albaret, 1970
- Nyctotherus multiporiferus Walker, 1909
- Nyctotherus mutsorae Jeekel, Manier & Jolivet, 1958
- Nyctotherus neocurtillae Carini, 1938
- Nyctotherus nimbani Tuzet, Manier & Vogeli-Zuber, 1952
- Nyctotherus obesus Tuzet & Théodoridés, 1956
- Nyctotherus osmodermae Zeliff, 1933
- Nyctotherus ovalis Leidy, 1850
- Nyctotherus pachbolii Tuzet, Manier & Vogeli-Zuber, 1952
- Nyctotherus paeninsulae Gisler, 1967
- Nyctotherus panesthiae Yamasaki, 1939
- Nyctotherus pintoi Carini, 1933
- Nyctotherus piscicola Daday, 1905
- Nyctotherus regalis Gisler, 1967
- Nyctotherus rhamphidarpae Jeekel, Tuzet, Manier & Vogeli-Zuber, 1952
- Nyctotherus rhinocrici Mello, 1953
- Nyctotherus rosenbergi Rosenberg, 1937
- Nyctotherus salihi Salih & Hammodi, 1995
- Nyctotherus scinci Puytorac, 1954
- Nyctotherus silvestrianus Kirby, 1932
- Nyctotherus sokoloffi Schouten, 1940
- Nyctotherus teleacus Geiman & Wichtermann, 1937
- Nyctotherus termitis Dobell, 1910
- Nyctotherus thyropygus Karandikar & Rodgi, 1956
- Nyctotherus tipulae Grasse, 1928
- Nyctotherus trachysauri Johnson, 1932
- Nyctotherus travassosi Cunha & Penido, 1927
- Nyctotherus uichancoi Kidder, 1937
- Nyctotherus velox Leidy, 1849
- Nyctotherus woodi Amrein, 1952